# آریامرد

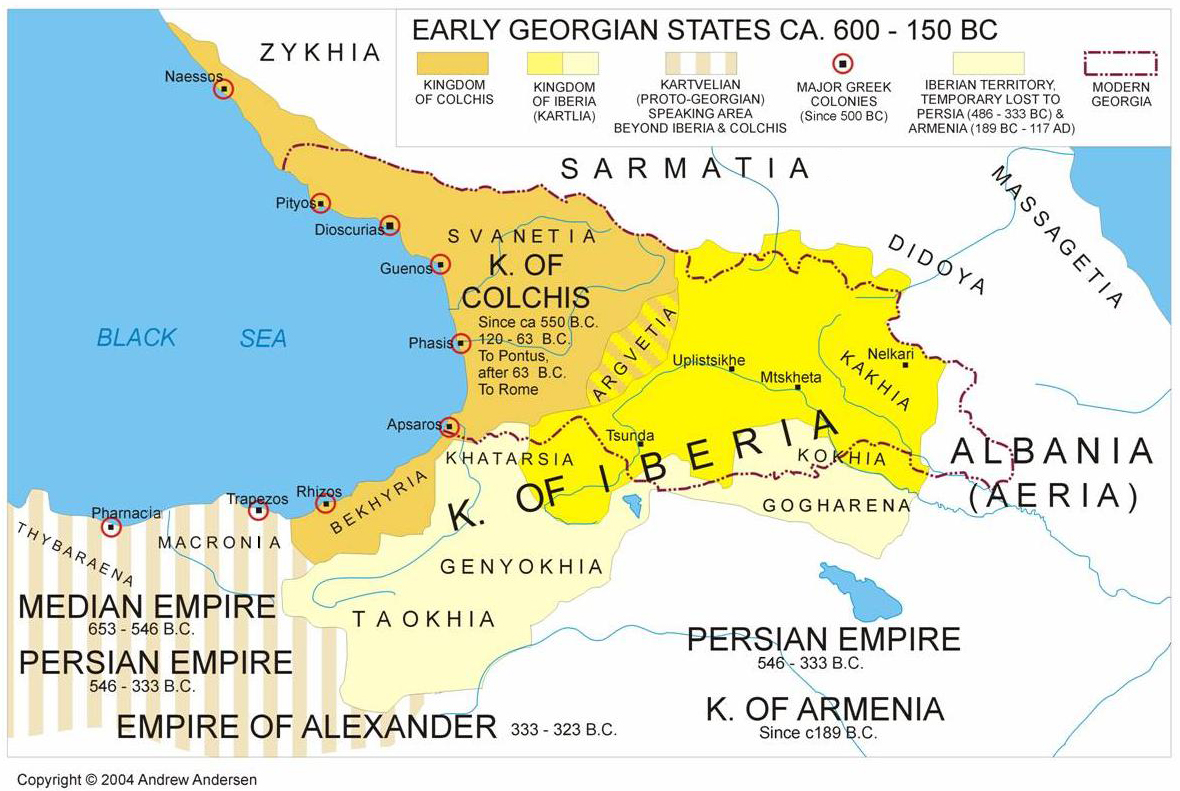
مناطق تحت سیطره آریامرد

آریامرد، پسر داریوش بزرگ و ملکه پارمیس دختر بردیا بود.
آریامرد تنها ثمره این ازدواج بود و برادر کوچکتر خشایارشا بود. ازدواج مادر وی پارمیس برای رسمیت بخشیدن به حکومت داریوش بزرگ بود و به گفته برخی منابع او آخرین فرزند زاده شده از داریوش می‌باشد.
وی در سال ۴۸۰ پیش از میلاد در حمله به یونان شرکت داشت.

## مطالعه بیشتر
- The history of Herodotus, Volume 2 at Project Gutenburg